# Lemmeströ kyrkoruin
Lemmeströ kyrkoruin i Börringe socken i Svedala kommun i Skåne har medeltida anor. Namnet Lemmeströ kommer troligtvis från mansnamnet “Lemme” samt av ordet “röjning”. Platsen omtalas som ”Laemitsriidh” 1356 och som “Lemmitsröd” 1555. Samma år slogs Lemmeströ socken samman till ett pastorat med Börringe socken. År 1565 blev Lemmeströ huvudkyrka för de båda församlingarna i och med att prästgården flyttades hit. Patronatsrätten till de båda socknarna innehades av Börringe kloster så sent som 1601.
Under 1600- och 1700-talen var Lemmeströ kyrka i mycket dåligt skick. På begäran av riksrådet Joachim Beck-Friis sammanslogs därför Börringe och Lemmeströ socknar till en enda vilken fick namnet Gustavs socken. Samtidigt började man rasera de två kyrkorna och uppföra en ny vilken stod färdig 1787. När rivningsarbetena skulle påbörjas av Lemmeströ kyrka väckte detta så stor förbittring i socknen att militär fick kallas in för att arbetet skulle kunna fortskrida. År 1931 återfick socknen namnet Börringe.
Enligt en kyrkobeskrivning från 1600-talet ska kyrkan ha varit helgad åt Jungfru Maria och kallades för ”Vår Frus kyrka”. I dag kvarstår endast en ruin av den medeltida kyrkan. Denna består av ett parti av västtornet på upp till nio meters höjd samt rester efter vapenhuset. Den första kyrkan i Lemmeströ var en träkyrka. Vid en undersökning på platsen 1975, ledd av arkeologen Jan-Erik Augustsson, påträffades spår efter denna äldsta byggnad. Det kunde nämligen konstateras att när man byggde den medeltida tegelkyrkan uppfördes denna runt den befintligt träkyrkan. Man fann också i västra delen av långhuset sex gravar som låg under de äldsta lagren till tegelkyrkan och som måste ha tillhört träkyrkan.
Tegelkyrkan uppfördes runt 1200. Denna bestod av långhus, kor och absid. Senare tillkom västtornet samt ett vapenhus i söder. Vid utgrävningen kunde konstateras att kyrkan ursprungligen haft två ingångar, männens bredare ingång i södra långhusmuren och kvinnornas smalare mittemot i den norra långhusmuren. Vid utgrävningen påträffades också fundament till sidoaltarna i den östra delen av långhuset. Av kyrkans huvudaltare i koret påträffades inget fundament. Att ett sådant funnits berättar dock det skriftliga källmaterialet: ”Inne i kyrkan är ett gammalt altare, där uppå, i stället för en tavla, är satt ett förgyllt beläte i en cardinals …. fäst i muren med järnspik”.
I kyrkans bevarade födelse- och dödsbok står antecknat att det funnits ”norr i koret ett murat döpeställe med ett gammalt djupt kopparfat”. Troligtvis åsyftas den medeltida dopfunt som fortfarande finns bevarad i Börringe nya kyrkas tornrum.
Det kunde också konstateras att långhusets valv uppförts i ett senare skede, troligen under 1400-talet. Pilastrarna, som uppbar valven, låg nämligen inte i förband med yttermurarna. Rester efter målningsfragment på tillvaratagna profiltegel visar att kyrkan varit täckt av kalkmålningar.
Enligt en notis från 1750 framgår att kyrkan haft totalt sex fönster. Dessa har, på medeltida vis, varit små. År 1775 heter det nämligen att man förstorat fönstren ”till luft och ljus i kyrkan fensterhålen uthuggna och utvidgade, tillhopa 6 stycken.”
Tillträde till kyrkoruinen sker i dag på en markväg som löper från kyrkogården rakt österut.